# Sánchez de la Peña contra Google México
El caso Sánchez de la Peña contra Google México hace referencia a una serie de casos administrativos y judiciales relacionados, en los que el empresario Carlos Sánchez de la Peña procura la eliminación de información sobre su persona, solicitándolo inicialmente a Google México. El principal pedido de eliminación es de 2014, sobre una nota periodística (de 2007) de Revista Fortuna sobre corrupción que lo implicaba. Ante el rechazo de Google, consigue en enero de 2015 una resolución administrativa a su favor, que ordena la remoción de enlaces a Google. La revista, a través de la Red en Defensa de los Derechos Digitales, inicia una serie de procesos judiciales que culmina en marzo de 2016 a favor de la revista, solicitando una nueva resolución, esta vez respetando el derechos de audiencia de Revista Fortuna y velando por la libertad de expresión.

## Cronología

### Antecedentes
En febrero de 2007, la revista Revista Fortuna de México publica una nota titulada Fraude en Estrella Blanca alcanza a Vamos México. En la misma se relaciona a Sánchez de la peña en un caso de corrupción entre la empresa Estrella Blanca y la Fundación Vamos México.

### Solicitud y comunicado
En julio de 2014, el empresario solicita a Google México la remoción de varios enlaces, incluyendo la nota en cuestión.
A raíz de que la solicitud es rechazada, interpone en septiembre de dicho año, ante el INAI, un "procedimiento de protección de derechos".
El 27 de enero de 2015, el INAI emite un comunicado en el que señala que se sancionará a Google México porque un ciudadano (Sánchez de Peña) no ha podido “ejercer su derecho constitucional de cancelación y oposición al tratamiento de sus datos personales”.
Así también lo refleja la resolución del 94/14 del IFAI,

### Solicitud de amparo
En respuesta a la resolución del IFAI, en febrero de 2015 la Revista Fortuna interpuso —a través de Red en Defensa de los Derechos Digitales— una demanda de amparo en contra de la misma. En dicha demanda, señalan que “tanto el procedimiento como la resolución del INAI violaron el derecho de audiencia de la revista Fortuna” y que “constituía una medida de censura y una forma de responsabilidad de intermediarios en Internet que vulnera el derecho a la libertad de expresión”.
El Juzgado Decimoquinto de Distrito en Materia Administrativa de la Ciudad de México, que recibió la solicitud negó el amparo un año después, en febrero de 2016.

### Revisión del amparo
En consecuencia, en marzo de 2016, se solicita una revisión del amparo ante el Segundo Tribunal Colegiado en Materia Administrativa del Primer Circuito. Dicho tribunal lo admite y lo deriva al Séptimo Tribunal Colegiado de Circuito del Centro Auxiliar de la Primera Región.
Finalmente, en agosto de 2017, este último tribunal concede el amparo, revocando la decisión del juzgado.

En el mismo se establece que el procedimiento de protección de derechos deberá reiniciarse, pero “garantizando el derecho de audiencia de la Revista Fortuna y protegiendo en todo momento el derecho a la libertad de expresión”.